# 板芙镇
板芙镇，是中华人民共和国广东省中山市下辖的一个行政建制镇。

## 行政区划
板芙镇下辖以下地区：
板芙社区、板芙村、板尾村、四联村、金钟村、里溪村、深湾村、广福村、白溪村、湖洲村和禄围村。